# Roberto J. Parry
Roberto J. Parry (Rosario, 30 de marzo de 1884-Buenos Aires, 1 de septiembre de 1949) fue un abogado y político argentino de la Unión Cívica Radical, que se desempeñó como diputado nacional por la provincia de Buenos Aires y como presidente del Comité Nacional de la Unión Cívica Radical.

## Biografía
Nació en Rosario en 1884. Se recibió de abogado en la Facultad de Ciencias Jurídicas y Sociales de la Universidad Nacional de La Plata y ejerció en Mercedes (Buenos Aires). Fue colaborador de revistas jurídicas y fundó una editorial jurídica.
Militante de la Unión Cívica Radical (UCR), fue secretario del Comité Nacional del partido e integró el comité personalista (yrigoyenista) que buscó reorganizar el partido en la provincia de Buenos Aires tras el golpe de Estado de 1930. Opositor a Marcelo T. de Alvear, se alejó del partido entre 1934 y 1943, regresando en la línea interna del movimiento de Intransigencia y Renovación. En enero de 1948, alcanzó la presidencia del Comité Nacional de la UCR, siendo el primer intransigente en el cargo.
En 1920, fue elegido diputado nacional por la provincia de Buenos Aires, completando su mandato en 1924. Se desempeñó como presidente de la comisión de Justicia.
En 1948 volvió a ser elegido diputado nacional, con mandato hasta 1952. No pudo completarlo, al fallecer el 1 de septiembre de 1949 en Buenos Aires. Había sido vocal en la comisión de Territorios Nacionales. Fue homenajeado en la Cámara de Diputados.